# Јао (народ, Африка)
Јао, други назив Вајао (у Мозамбику имају и назив Ачава), народ је који настањује Мозамбик, на северозападу земље, источно од језера Њаса, у Малавиу су пресељени из Мозамбика и Танзаније средином 19. века и Танзанију, на крајњем југу, до границе са Мозамбиком.
Има их 3.116.703, од тога у Малавиу 1.476.129, У Танзанији 854.131 и Мозамбику 786.443. Користе језик подгрупе бенуе-конго групе нигер-конго нигерокордофанске породице језика.
Вера је традиционална месна веровања (култ предака и сила природе), хришћанство (углавном католици) и ислам (сунити).